# انرژی کوهیسیو
انرژی هم چسبی (به انگلیسی:Cohesive Energy) انرژی است که از چیدمان اتم‌ها در حالت کریستالی در مقایسه با حالت گاز به دست می‌آید. انرژی همچسبی یک جامد به انرژی مورد نیاز برای جدا کردن اتم‌های تشکیل دهنده از یکدیگر و رساندن آنها به مجموعه ای از اتم‌های آزاد خنثی اشاره دارد. مقدار آن برای عناصر در جدول تناوبی بر روی چند کیلوژول بر مول برای عناصر گاز بی اثر تا ۸۳۷ کیلوژول بر مول برای تنگستن(W) با بالاترین نقطه ذوب توزیع می‌شود. معمولاً سه نوع پیوند برای یک جامد وجود دارد پیوند یونی، پیوند کووالانسی و پیوند فلزی.

## انرژی هم چسبی در انواع پیوندها
- پیوند یونی:در یک کریستال یونی ایده‌آل، انرژی هم چسبی آن را می‌توان با جمع کردن انرژی الکترواستاتیک برای مجموعه ای متشکل از یون‌هایی با بارهای متفاوت محاسبه کرد. این به عنوان محاسبه ثابت مادلونگ شناخته می‌شود. از آنجایی که یوند یونی از برهمکنش الکترواستاتیکی منشأ می‌گیرد، انرژی منسجم می‌تواند حتی زمانی که همپوشانی توابع موج بین اتم‌های همسایه وجود نداشته باشد و بنابراین بدون تشکیل باند ظرفیت ایجاد شود. اما، بلورهای یونی واقع گرایانه قطعاً در چنین حالت ایده‌آلی نیستند، اما نوار ظرفیت را از طریق همپوشانی توابع موجی بیرونی‌ترین الکترون‌ها روی اتم‌های همسایه تشکیل می‌دهند.
- پیوند کووالانسی و پیوند فلزی: سطوح مداری منحط در مجموعه اتم‌های خنثی از طریق هیبریداسیون مداری بین اتم‌های همسایه با تشکیل یک جامد، بلند شده و به نوار ظرفیت تقسیم می‌شوند. انرژی هم چسبی در هر دو نوع پیوند فلزی و کووالانسی با کاهش انرژی کل نسبت به مجموعه اتم‌های آزاد به دست می‌آید. در بلورهای یونی مورد بحث در بالا. ما باید انرژی کل یک سیستم را در حضور پتانسیل‌های یونی منظم (یا غیر دوره ای) یک جامد محاسبه کنیم. محاسبات باند اصول اول برای ارزیابی انرژی چسبندگی در یک جامد، که در آن پیوندهای فلزی و کووالانسی ضروری است.[۲]

## محاسبه انرژی هم چسبی
محاسبه انرژی هم چسبی در پیوندهای شیمیایی معمولاً به استفاده از معادله بند-ونت هارف می‌پردازد. این روش بر اساس ایده انرژی هم چسبی افقی (به انگلیسی:horizontal bonding energy) است که توسط بند ورت هارف در سال ۱۹۲۸ معرفی شده‌است. این معادله در واقع یک رابطه تجربی برای محاسبه طول پیوند بین دو اتم است و میزان انرژی هم چسبی را بر اساس طول پیوند محاسبه می‌کند. این رابطه عبارت است از
{\displaystyle E=Sexp((Ro-R)/B)}

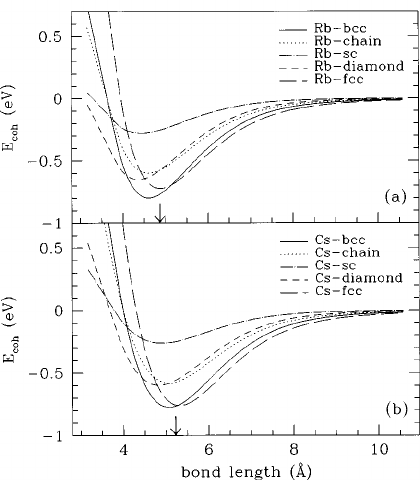
محنی‌های انرژی هم چسبی بر حسب طول پیوند برای عناصر روبیدیوم و سزیم

در رابطه بالا، E نشانگر انرژی همچسبی است، S ثابتی است که برای هر اتم وابسته به نوع پیوند است، Ro طول پیوند تجربی است و R طول پیوند محاسبه شده‌است. B نیز یک پارامتر است که بستگی به نوع پیوند و محیط محاسبه دارد.
برای محاسبه طول پیوند محتمل بین دو اتم، می‌توانید از روش‌های مختلفی مانند روش تابع موج محاسباتی، روش‌های تجربی مانند روش‌های طیف‌سنجی یا از پایگاه داده‌های موجود استفاده کنید.

## انرژی هم چسبی و پارامتر حلالیت
این فصل به انرژی هم چسبی و پارامتر حلالیت می‌پردازد و همبستگی این کمیت‌ها را با ساختار شیمیایی توضیح می‌دهد. خواص چسبندگی یک پلیمر به‌طور مستقیم در حلالیت آن در مایعات آلی بیان می‌شود. خواص چسبندگی یک ماده به صورت کمی در انرژی هم چسبی بیان می‌شود. این کمیت ارتباط نزدیکی با فشار داخلی دارد، پارامتری که در معادله حالت ماده ظاهر می‌شود. حلالیت یک پلیمر معین در حلال‌های مختلف تا حد زیادی توسط ساختار شیمیایی آن تعیین می‌شود. علاوه بر ساختار شیمیایی، وضعیت فیزیکی یک پلیمر نیز به دلیل خاصیت انحلال پذیری آن مهم است. پلیمرهای کریستالی نسبتاً نامحلول هستند و اغلب فقط در دماهایی که کمی کمتر از نقطه ذوب کریستالی خود هستند حل می‌شوند. به عنوان یک قاعده کلی، حلالیت با افزایش جرم مولی املاح کاهش می‌یابد. از این ویژگی می‌توان برای تکه‌تکه کردن پلیمرها بر اساس جرم مولی استفاده کرد. این فصل با اشاره به این نکته آغاز می‌شود که ترتیب حلالیت یک املاح معین در مجموعه ای از حلال‌ها توسط فشارهای داخلی حلال‌ها تعیین می‌شود.